# Ljudmila Achatowa
Ljudmila Achatowa (kasachisch Людмила Ахатова, englisch Lyudmila Akhatova; * 24. März 1997 in Qaraghandy) ist eine kasachische Biathletin, die seit 2018 im Weltcup startet.

## Sportliche Laufbahn
Ljudmila Achatowa gab ihr internationales Debüt bei den Juniorenweltmeisterschaften 2017 und nahm infolgedessen 2017 und 2018 an Wettkämpfen im IBU-Junior-Cup teil, ohne aber besondere Leistungen zu zeigen. Gute Ergebnisse erzielte sie aber bei den Junioreneuropameisterschaften 2018 als Siebte des Einzels sowie bei den Juniorenbewerben der Sommerbiathlon-WM desselben Jahres als Neunte der Verfolgung. Nachdem sie im November 2018 ein einziges Rennen im IBU-Cup-Rennen bestritten hatte, wurde die Kasachin sofort in das Weltcupteam berufen und gab drei Tage später ihr Debüt auf der höchsten Ebene. Ihr bestes Saisonergebnis erzielte sie als 64. des Sprints von Soldier Hollow, Utah, was gleichzeitig ihr bis heute bestes Weltcupergebnis darstellt. In der Saison 2019/20 wurde Achatowa nach dem Jahreswechsel in den IBU-Cup versetzt und konnte über den gesamten Saisonverlauf überzeugen. Insgesamt lief sie zehnmal unter die besten 40, wobei als Bestresultat ein neunter Rang im Sprint von Minsk zu Buche stand. 2021 nahm die Kasachin an ihren zweiten Weltmeisterschaften teil und wurde 76. des Einzels sowie 20. mit der Damenstaffel, im Winter 2021/22 hingegen war sie nicht Teil des Weltcupteams und konnte auch auf der zweiten Rennebene nicht insofern überzeugen, dass sie eine Chance auf eine Nominierung für die Olympischen Spiele gehabt hätte. Im Januar 2023 stellte sie In Ruhpolding mit Rang 64 im Einzel ihr bestes Weltcupergebnis ein, kam aber ansonsten nicht in die Nähe ähnlicher Ergebnisse. Seit Ende der Saison im März des Jahres hat sie keinen Wettkampf mehr bestritten.

## Statistiken

### Weltcupplatzierungen
Die Tabelle zeigt alle Platzierungen (je nach Austragungsjahr einschließlich Olympische Spiele und Weltmeisterschaften).
- 1.–3. Platz: Anzahl der Podiumsplatzierungen
- Top 10: Anzahl der Platzierungen unter den ersten zehn (einschließlich Podium)
- Punkteränge: Anzahl der Platzierungen innerhalb der Punkteränge (einschließlich Podium und Top 10)
- Starts: Anzahl gelaufener Rennen in der jeweiligen Disziplin
- Staffel: inklusive Mixed- und Single-Mixed-Staffeln

| Platzierung               | Einzel | Sprint | Verfolgung | Massenstart | Staffel | Gesamt |
| ------------------------- | ------ | ------ | ---------- | ----------- | ------- | ------ |
| 1. Platz                  |        |        |            |             |         |        |
| 2. Platz                  |        |        |            |             |         |        |
| 3. Platz                  |        |        |            |             |         |        |
| Top 10                    |        |        |            |             |         |        |
| Punkteränge               |        |        |            |             | 17      | 17     |
| Starts                    | 7      | 21     |            |             | 17      | 45     |
| Stand: Saisonende 2022/23 |        |        |            |             |         |        |

### Biathlon-Weltmeisterschaften

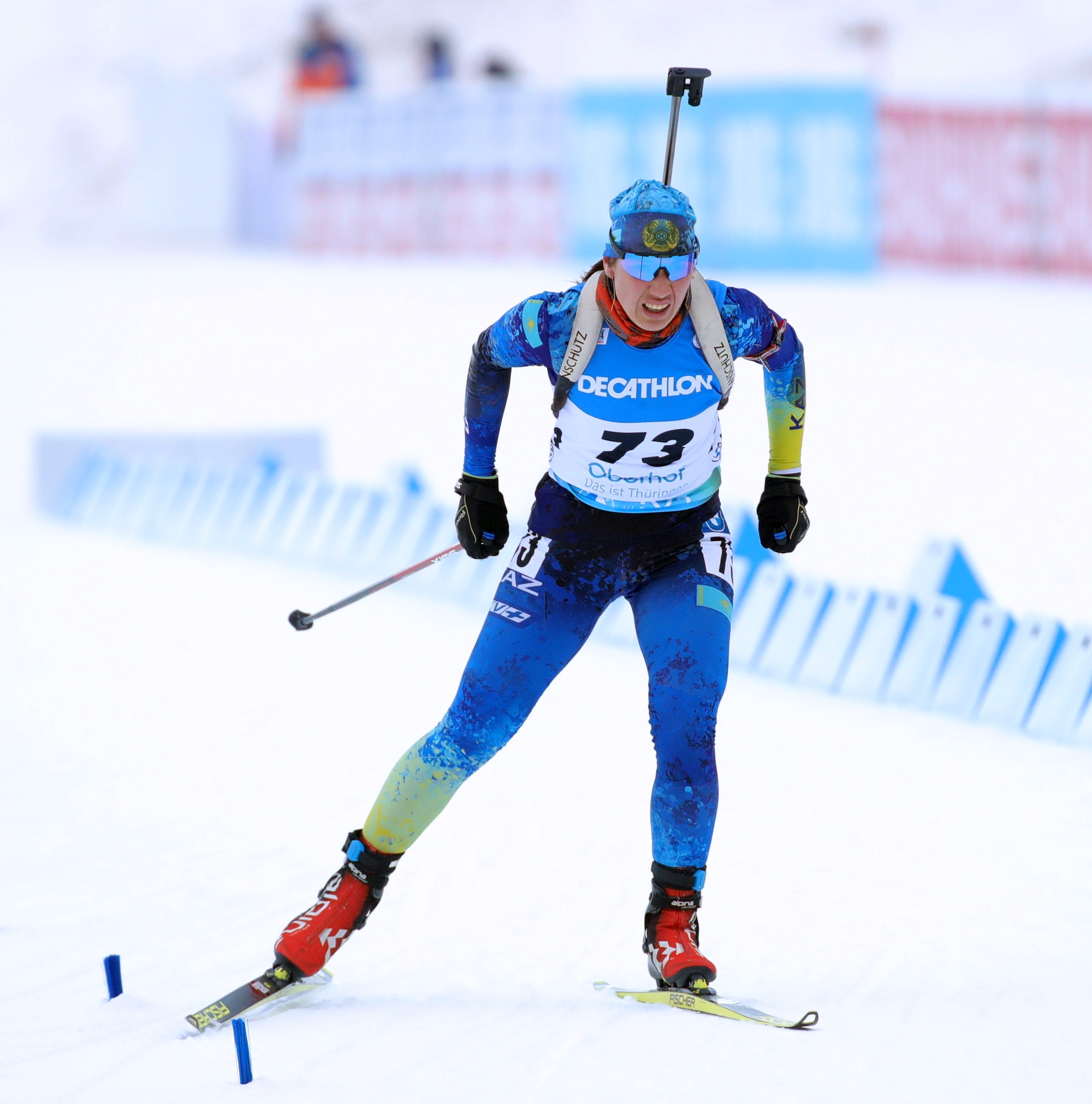
Achatowa bei der WM 2023

Ergebnisse bei den Weltmeisterschaften:
| Weltmeisterschaften | Weltmeisterschaften | Einzelwettbewerbe | Einzelwettbewerbe | Einzelwettbewerbe | Einzelwettbewerbe | Staffelwettbewerbe | Staffelwettbewerbe | Staffelwettbewerbe |
| Jahr                | Ort                 | Einzel            | Sprint            | Verfolgung        | Massenstart       | Damenstaffel       | Mixedstaffel       | S.-M.-Staffel      |
| ------------------- | ------------------- | ----------------- | ----------------- | ----------------- | ----------------- | ------------------ | ------------------ | ------------------ |
| 2019                | Östersund           | 89.               | 80.               | –                 | –                 | 18.                | 22.                | –                  |
| 2021                | Pokljuka            | 76.               | –                 | –                 | –                 | 20.                | –                  | –                  |
| 2023                | Oberhof             | 76.               | 81.               | –                 | –                 | –                  | 26.                | 18.                |

### Juniorenweltmeisterschaften
Ergebnisse bei den Juniorenweltmeisterschaften:
| Weltmeisterschaften | Weltmeisterschaften | Einzelwettbewerbe | Einzelwettbewerbe | Einzelwettbewerbe | Damenstaffel |
| Jahr                | Ort                 | Einzel            | Sprint            | Verfolgung        | Damenstaffel |
| ------------------- | ------------------- | ----------------- | ----------------- | ----------------- | ------------ |
| 2017                | Osrblie             | 66.               | 61.               | –                 | –            |
| 2018                | Otepää              | 30.               | 28.               | 33.               | 10.          |
| 2019                | Osrblie             | 15.               | 21.               | 12.               | 14.          |